# Noví Zelenáči
Zelenáči (Noví Zelenáči) je česká country skupina, kterou založil v roce 1990 Mirek Hoffmann, když se skupina Zelenáči rozdělila na dvě skupiny: na Greenhorns (skupina toho jména se v roce 1972 přejmenovala právě na Zelenáče) a Noví Zelenáči.

## Spolupráce
V roce 1993 vydali ve spolupráci s Ivanem Mládkem album Řeky.

## Současní členové
- Milan Krbec
- Jirka Drnec
- Petr Šplíchal
- Pavel Král
- Jiří Spurný
- Mikoláš Bělík
- Luděk Koutný

## Bývalí členové
- Zdeněk Krištof 1990–2000
- Jaroslav Hnyk 1990–2014
- František Kacafírek 1990–2015
- Mirek Hoffmann 1990–2019

## Diskografie[1]
- 2010 Písně Amerického Západu 2. - Popron Music (společně s White Stars)
- 2008 Jen tak dál... – Hoffi, CD [2]
- 2007 Australské příběhy – Popron Music, CD
- 2005 Mirek Hoffmann – Příběhy 2 – Milton, CD
- 2001 Ať tě country pohladí – Areca Multimedia, CD
- 2000 Zelenáči v saloonu – Hoffi, CD
- 1998 Mirek Hoffmann – Zelenáči, Master serie – Venkow Records, CD
- 1997 Byl jsem v country nebi – Venkow Records, CD
- 1996 Crazy příběhy – Venkow Records, CD
- 1995 Romantika starých kovbojů – Popron Music, CD
- 1995 The Best Of Mirek Hoffmann – Popron Music, CD
- 1994 Mirek Hoffmann – Zlaté příběhy – 6P, CD
- 1994 Písně amerického Západu, Na sluneční straně – Panton, CD
- 1993 Písně s vůní eukalyptů – EMG, CD
- 1992 I See America – Panton, CD
- 1992 Za volantem starý kovboj – Panton, CD
- 1991 Vánoce starých kovbojů – Panton, CD
- 1990 Písně starých kovbojů – 6P, LP